# Rational Application Developer
Rational Application Developer for WebSphere Software (RAD) est un environnement de développement intégré produit par la division Rational d'IBM. Il est destiné à la conception, au développement et au test de services Web, de portails et d'applications Java 2 Enterprise Edition (J2EE).

## Historique
RAD a remplacé WSAD (WebSphere Studio Application Developer) en 2005. WSAD est un atelier de développement Java diffusé par IBM à partir de 2001 pour faire suite à WebSphere Studio (dédié au développement HTML) et à VisualAge for Java. La version courante de RAD datant de 2015 est la 9.5.
À l'origine, Websphere est une plate-forme applicative générique couvrant un ensemble de solutions développées par IBM qui permettent de développer, de déployer et d'utiliser des applications d'entreprise, même dans des cas complexes faisant appel à des applications et des matériels hétérogènes .

## Éditeurs de code
Rational Application Developer inclut des éditeurs de code graphiques pour :
- la connexion aux bases de données et les requêtes SQL
- HTML
- Java
- JavaServer Faces (JSF) et JavaServer Pages (JSP)
- UML
- les services Web
- XML.